# Берлесон, Эдвард
Эдвард Берлесон (англ. Edward Burleson; 15 декабря 1798, округ Банком, Северная Каролина — 26 декабря 1851, Остин, Техас) — техасский и американский политический и военный деятель, третий вице-президент Техаса.

## Биография
Эдвард Берлесон родился 15 декабря 1798 года в округе Банком (Северная Каролина), в семье капитана Джеймса Берлесона и Элизабет Берлесон (урождённой Шипман). Во время войны 1812 года он служил рядовым в Алабаме, вместе со своим отцом.
В апреле 1816 года, будучи в округе Мадисон (территория Миссури), Берлесон женился на Саре Гриффин Оуэн (Sarah Griffin Owen). Впоследствии у них было девять детей.
В октябре 1817 года Берлесон был назначен капитаном ополчения в округе Хауард (территория Миссури), а в 1821 году он был уже в должности полковника в округе Салин. С 1823 по 1830 год Берлесон был полковником ополчения в округе Хардемен в штате Теннесси.
1 мая 1830 года Берлесон прибыл в Техас, который был тогда частью территории Мексики. В апреле 1831 года он получил участок земли. В декабре 1832 года Берлесон стал подполковником ополчения. В 1830-х и начале 1840-х годов, защищая поселенцев, он принимал участие в многочисленных стычках с индейцами, за что получил прозвище Old Indian Fighter («славный борец с индейцами»).
В октябре 1835 года Эдвард Берлесон стал подполковником пехоты в армии Стивена Остина, а 24 ноября 1835 года он стал командующим армии добровольцев, заменив на этом посту Стивена Остина. 26 ноября 1835 года Берлесон принял участие в одном из сражений с мексиканской армией — «битве за сено», — в котором техасская армия одержала победу.
В 1841 году Берлесон был избран вице-президентом Техаса, а президентом Техаса во второй раз стал Сэм Хьюстон. В 1844 году Берлесон участвовал в выборах президента Техаса, но проиграл Энсону Джонсу.
После того как Техас вошёл в состав США, в декабре 1845 года, Берлесон был избран сенатором штата Техас, а затем временным президентом Сената.
26 декабря 1851 года Берлесон умер в Остине от пневмонии. Он был похоронен в Остине, на месте, которое впоследствии было выкуплено властями штата и стало называться Кладбищем штата Техас.

## Память
В честь Эдварда Берлесона назван округ Берлесон в Техасе.